# Inline downhill ai III World Skate Games
Le competizioni di inline downhill ai III World Skate Games si sono svolte dal 10 all'11 novembre 2022 a San Juan, in Argentina. 

## Podi

### Uomini
| Evento     | Oro           | Argento            | Bronzo             |
| Time trial | Andreu Greses | Sebastien Rastegar | Tiziano Ferrari    |
| Mass start | Andreu Greses | Pablo Tussetto     | Sebastien Rastegar |

### Donne
| Evento     | Oro          | Argento          | Bronzo                   |
| Time trial | Romane Favia | Martina Paciolla | Emilie Sadoux            |
| Mass start | Romane Favia | Alef Torref      | Esmeralda Flores Montiel |